# 费尔缰鰕虎鱼
费尔缰鰕虎鱼（学名：[Amoya veliensis] 错误：{{Lang}}：文本有斜体标记（帮助））為輻鰭魚綱鰕虎鱼目鰕虎鱼科缰鰕虎鱼屬的其中一種。

## 延伸阅读
- WoRMS数据：http://www.marinespecies.org/aphia.php?p=taxdetails&id=379005 （页面存档备份，存于）